# Inès Barcy
Inès, comtesse de Freville de Lorme, née Ines Leopolda Maddalena Lily Rosty de Barkócz et connue sous le pseudonyme d'Inès Barcy (Rome, 28 octobre 1884 - Paris, 25 décembre 1971), est une peintre française.

## Biographie
Elle épouse en 1920 à Zürich Charles de Fréville de Lorme, administrateur de société d'actionnaires.
Élève de Lembach à Munich et de George Mosson, elle se spécialise dans le portrait. Elle réalise également des paysages, et travaille l'huile, l'aquarelle et le pastel. Sociétaire de la Société des artistes français, de l'Union des femmes peintres et sculpteurs, de la Fédération française des artistes, elle expose au Salon des artistes français de 1921 à 1939 (mention honorable en 1930), à la Galerie Georges Petit (exposition personnelle en 1925, avec Maurice Pellerier, Herbert Haseltine et Mary Piriou), à la Société de la miniature et de l'aquarelle en 1939, au Salon des indépendants en 1947, 1948 et 1950, 1951 et 1952, au salon d'Automne en 1947. Elle expose également au Salon de Monte-Carlo et au Crystal Palace de Londres, où elle obtient la médaille d'or.
L'Union des femmes peintres et sculpteurs lui attribue son premier prix en 1930. Elle fait partie du Comité en 1931, en est vice-présidente, puis présidente de la Libération jusqu'en 1948. Elle y expose jusque 1953 au moins,.
Édouard-Joseph dans son Dictionnaire biographique des artistes contemporains (1930) écrit à son sujet : « Ses portraits toujours remarquables par leur grâce et leur vie, unissant à la composition harmonieuse, à la souplesse et à l'équilibre des lignes de richesse et une délicatesse de coloris extrêmes, lui ont acquis à juste titre la réputation la plus flatteuse d'une artiste de sensibilité vibrante et raffinée. Chaque composition nouvelle ne fait que confirmer un renom déjà si bien établi ». Outre ses portraits, d'autres œuvres, comme De Paris vers New-York, ou Dans la Roulotte, sont jugées plus modernistes.
Elle est veuve en 1945.
Elle est nommée chevalier de la Légion d'honneur en 1952 pour 32 années d'activité artistique.
Elle meurt à l'âge de 87 ans à son domicile du 12 rue Cassette (6e). Elle fait don au Musée du Louvre de deux pastels de Lembach.

## Œuvres
Parmi ses compositions :
- La Petite Marguerite
- Saltimbanques
- Fruits et Légumes
- La Vanina et Marchande d'orange à Lugano
- Au studio (pastel)
- Devant la coiffeuse
- Le Miroir terni
- Léna (Salon de 1929)
- Madame L. et son fils
- Jour de marché à la Roche-Bernard
- Aux feux de la rampe
- Portrait de Mlle Chipoff
- L'Espagnole